# Bethylonymus microphthalmus
Bethylonymus microphthalmus  (лат.) — ископаемый вид жалящих перепончатокрылых рода Bethylonymus из семейства Bethylonymidae. Один из древнейших представителей подотряда стебельчатобрюхие. Обнаружен в юрских отложениях Казахстана (Карабастауская свита, келловейский ярус, дер. Михайловка, около 165 млн лет). Длина тела 4,5 мм, длина переднего крыла 2,5 мм.
Вид Bethylonymus microphthalmus был впервые описан по отпечаткам в 1975 году советским и российским палеоэнтомологом Александром Павловичем Расницыным (ПИН РАН, Москва, Россия) и включён в состав рода Bethylonymus. Сестринские таксоны: Bethylonymus curtipes, B. magnus, B. micrurus, B. nigricornis, B. pedalis, B. robustus, B. sibiricus. Включены в состав ископаемого надсемейства Bethylonymoidea, корневой группы для всех жалящих перепончатокрылых насекомых (Aculeata).